# Ор-Єгуда
Ор-Єгуда (івр. אור יהודה) — місто в Ізраїлі, знаходиться в Тель-Авівському окрузі, на місці, де розташовувалось біблійне поселення Кфар-Оно.
Засноване в 1949 році як табір для прийому репатріантів, які прибували з країн Північної Африки, статус міста з 1988.
Площа — близько 5 кв. км.